# 鬆弛素
鬆弛素（Relaxin）是一種分子量約為6000Da的蛋白質激素  在1926年由弗雷德里克·海撒(Frederick Hisaw)發現。
似鬆弛素胜肽家族(relaxin-like peptide family)屬於胰島素超家族，其由7種結構相似度高但序列相似度低的胜肽構成：鬆弛素-1 (relaxin-1)、鬆弛素-2 (relaxin-2)、鬆弛素-3 (relaxin-3)，還有似胰島素胜肽(insulin-like peptides)：似胰島素胜肽-3、似胰島素胜肽-4、似胰島素胜肽-5及似胰島素胜肽-6。似胰島素胜肽-3、似胰島素胜肽-4、似胰島素胜肽-5及似胰島素胜肽-6的功能仍未被釐清。

## 合成
在雌性中，鬆弛素由卵巢中的黃體、乳房產生；懷孕時胎盤、絨毛膜和蛻膜也會分泌。
在雄性中，鬆弛素由前列腺產生，在精液中出現。

## 結構
鬆弛素是兩條相異肽鏈組成的蛋白二聚體，兩條肽鏈分別有24和29個氨基酸，透過雙硫鍵連接，結構類似於胰島素。
鬆弛素是從其前激素鬆弛素原(prorelaxin)，切除一條多餘的胜肽鏈後生成。

## 功能

### 在人類
無論是否懷孕，女性體內的黄體都會產生鬆弛素。 鬆弛素的濃度在排卵後的14天到達峰值，然後因為没有懷孕、月經出現而下降。  鬆弛素可能在蛻膜化(英語：decidualization)中扮演重要角色，與類固醇激素共同作用，使子宫内膜完成著床準備。 鬆弛素濃度在妊娠的第一期(前三個月)上升，原因是蜕膜合成額外的鬆弛素。 鬆弛素的峰值是懷孕第14週和生產期。鬆弛素在懷孕期間介導血液動力學的變化，如增加心輸出量，增加腎血流量，並且增加動脈順應性。
鬆弛素也放鬆骨盆的韌帶。此外，鬆弛素也能軟化恥骨聯合。
在男性中，鬆弛素增强精液中精子的運動能力。
在心血管系统中，鬆弛素主要是透過活化一氧化氮途徑來作用。其他機制包括活化NF-κB導致的血管內皮生長因子和基質金属蛋白酶轉錄等。
鬆弛素可以放鬆血管平滑肌細胞，並增加大鼠內皮细胞的一氧化氮產量，因此能透過舒張體動脈降低阻力調節心血管功能 在大鼠模型中，鬆弛素增加心率以及心臟收縮的力道。 透過血管內皮生長因子的正調控，鬆弛素在血管生成方面有關鍵作用，在懷孕期間、腫瘤發展或局部缺血的傷口中皆可觀察到。

### 在其他動物
在動物中，鬆弛素放鬆耻骨並促進分娩；它也軟化子宮頸 (子宮頸成熟)並放鬆子宮肌肉。 因此在很長一段時間，鬆弛素被視為一種妊娠激素。但鬆弛素可能有更深遠的效應，它能影響膠原蛋白新陳代謝，透過基質金屬蛋白酶抑制膠原蛋白合成並增強其分解。 鬆弛素也促進血管新生 ，且是一個有力的腎臟血管舒張劑。
在小鼠動物模型中，鬆弛素能促進心肌細胞的成熟。
幾種動物研究發現鬆弛素具有心臟保護效果，能對抗局部缺血和再灌注導致的傷害，機制是透過抗細胞凋亡和抗炎性的效應來降低細胞損害。鬆弛素在動物模型中，透過抑制纖維母細胞分泌膠原蛋白和刺激基質金屬蛋白酶來降低心臟纖維化。
在穴兔(Oryctolagus cuniculus)中，鬆弛素和鱗狀細胞分化有關，並且在氣管與支氣管的上皮細胞中表現，而非參與生殖。
在馬(Equus caballus)中，鬆弛素是妊娠過程中有作用的重要激素。在懷孕發生之前，馬的卵巢於動情周期分泌鬆弛素。在馬排卵前，卵巢的基質細胞會分泌鬆弛素，這將會促進明膠酶(gelatinase)與金属蛋白酶組織抑制因子。這些酶將協助排卵過程，並導致一個成熟濾泡移動到輸卵管中。此外，顆粒細胞(granular cell)和濾泡鞘細胞(theca cell)會隨著濾泡尺寸增大而增加鬆弛素表達量。在懷孕早期，未著床的胚體會表達鬆弛素，鬆弛素透過血管內皮生長因子的正調控促進子宮內膜的血管新生。只有在馬中，子宮內的胚胎會在排卵後第8天開始表達鬆弛素。然後在胚體發育過程中表達量漸增，可能促進胚胎之發育。
除了馬胚以外，母馬的胎盤也是鬆弛素產生的主要來源，而多數動物的主要來源則是黃體。馬的胎盘滋胚層細胞產生鬆弛素，但胎盤的大小並不會決定鬆弛素的產量，這是來自於比較不同品系的馬懷孕時的鬆弛素濃度得到的結果。從母馬懷孕第80天開始，鬆弛素的濃度在血清中上升，濃度到懷孕晚期到達高峰。此外，此模式的鬆弛素表達會隨著雌激素濃度變化，但兩激素之間沒有已知的關聯。在生產階段，分娩前3-4小時可觀察到鬆弛素的脈衝，這與子宫肌層的放鬆與骨盆韌帶的軟化有關，目的是為了對馬胎脫離產道做準備。隨著出生，鬆弛素濃度會因為胎盤排出而逐漸下降。此外，如果母馬堕胎，則鬆弛素濃度會因為胎盤停止作用而下降。

## 受體
鬆弛素和鬆弛素受體 LGR7(RXFP1)和LGR8(RXFP2)相互作用，這兩個受體屬於G蛋白偶聯受體超家族。 它们包含七螺旋的穿膜區域和一個大的醣基化胞外區域，和黃體生成素受體或促卵泡激素受體此二醣蛋白激素受體有結構上相似的關係。
鬆弛素受體存在於心臟、平滑肌、結締組織，以及中樞神經和自主神經系統。

## 相關疾病
在臨床測試中接受鬆弛素治療的婦女中，部分婦女在月經週期經歷較多的出血。
在罹患子宫内膜異位症的婦女中，可以發現其鬆弛素表達量較低。鬆弛素與子宮內膜異位症的詳細關聯有待後續研究揭露。
和鬆弛素有關的特定疾病的發現不多，但是研究顯示硬皮病和纖維肌痛可能和鬆弛素有關。

### 懷孕
胎盤中的鬆弛素可能是人類生產時一個影響因素，因此此懷孕時血漿中的鬆弛素濃度過低可能與早產有關

## 藥理學的應用
Serelaxin是一種重組過的鬆弛素-2，是臨床測試中的心臟衰竭用藥。
亦有研究建議將鬆弛素作為為部分婦科病症(如子宮纖維化、子宮內膜異位症)的治療標的。

## 演化
鬆弛素-1和鬆弛素-2的基因是在4420萬年前與2960萬年前間，因為原鬆弛素基因(proto-RLN gene)在狹鼻小目靈長類中的最後的共同祖先出現基因重複而產生。基因重複被保留下來，導致鬆弛素-1和鬆弛素-2基因存留至今，研究認為是正向選擇與趨同演化在新世界猴與猿類的核鹼基層面發生的結果。因此，舊世界猴，如疣猴亞科與獼猴亞科，喪失了旁系同源基因(paralog)鬆弛素-1，但猿類保留了鬆弛素-1和鬆弛素-2兩者的基因。

## 外部連結
- 醫學主題詞表（MeSH）：Relaxin'
- . Human Protein Reference Database. Johns Hopkins University and the Institute of Bioinformatics.   [2009-05-20].